# Старокалкашевский сельсовет
Старокалкашевский сельсовет — муниципальное образование в Стерлибашевском районе Башкортостана.
Административный центр — деревня Старый Калкаш.

## История
Согласно Закону о границах, статусе и административных центрах муниципальных образований в Республике Башкортостан имеет статус сельского поселения.

## Население
| 2002 | 2009 | 2010 | 2012 | 2013 | 2014 | 2015 |
| ---- | ---- | ---- | ---- | ---- | ---- | ---- |
| 962  | ↗983 | ↘822 | →822 | ↗828 | ↘801 | ↘791 |
| 2016 | 2017 | 2018 |      |      |      |      |
| ↘777 | ↗780 | ↘767 |      |      |      |      |

## Состав сельского поселения
| № | Населённый пункт | Тип населённого пункта          | Население |
| - | ---------------- | ------------------------------- | --------- |
| 1 | Старый Калкаш    | деревня, административный центр | ↘349      |
| 2 | Новый Калкаш     | деревня                         | ↘226      |
| 3 | Корнеевка        | деревня                         | ↘101      |
| 4 | Баимово          | деревня                         | ↘62       |
| 5 | Чегодаевка       | деревня                         | ↘60       |
| 6 | Покровка         | деревня                         | ↘20       |
| 7 | Дмитриевка       | деревня                         | ↘2        |
| 8 | Лугавушка        | деревня                         | ↘2        |